# Al-Luhayya
Al-Luhayya (auch: al-Luḥayyah, Luhayyah, Alluheyah, al-Loheiya, al-Luhaija; arabisch اللحية, DMG al-Luḥaiya) ist eine Küstenkleinstadt im Gouvernement al-Hudaida im Westen des Jemen am Roten Meer. Die Stadt hatte laut offizieller Volkszählung 2004 4869 Einwohner, nach Berechnungen im Jahr 2012 6055 Bürger.
Der Hafen der Stadt liegt 6 km südwestlich und damit teilweise im Schutz der vorgelagerten Insel al-Urmak. Er galt früher – obwohl die Stadt nur sehr klein war – als einer der größten Häfen des Landes. Daneben hat die Stadt Bedeutung für die Binnenversorgung des Landes mit Steinsalz.

## Geschichte
Gemäß lokalen Traditionen entstand die Stadt um die Wohn- und Grabstätte eines verehrten heiligen Mannes, des Scheichs Ali az-Zayla'i.
Al-Luhayya entwickelte sich ab Mitte des 15. Jahrhunderts zu einem wichtigen Exportmarkt für Kaffee. Gegen Ende des 18. Jahrhunderts hatte sich die Stadt zu einem Marktzentrum entwickelt. Stadtmauern schotteten sie gut ab. 1762 besuchte der Forschungsreisende Carsten Niebuhr die florierende Kaffee-Metropole im Auftrag der dänischen Krone. Er will „intelligente Menschen mit höflichen Umgangsformen“ angetroffen haben. Anderseits beschreibt Niehbuhr, dass der Hafen von al-Luhayya bereits zu Zeiten seiner Ankunft Raubzügen und Vandalismus ausgesetzt gewesen sei, insbesondere durch die Stämme der Ḥāšid und Bakīl. Im Jahr vor seiner Ankunft soll die Stadt nahezu komplett niedergebrannt worden sein.
Ab 1800 eroberte das osmanischen Reich den Marktflecken. In der Zeit schwanden die Bedeutung des Hafens und die wirtschaftliche Blüte, ein Schicksal, das auch al-Muchā ereilte. Mitursächlich waren der Hafenausbau Adens und Kriegswirren. Während der Kolonialzeit wurde Kaffee weltweit vermarktet. In der Folgezeit zerstörten saudische Wahhabiten Teile der Stadt, nachdem jemenitische Stämme Anstrengungen unternommen hatten, nördliche Regionen der Tihama zurückzuerobern. 1912 wurde die Stadt im Zuge des italienisch-türkischen Krieges erheblich beschädigt.
1918 wurde al-Luhayya von der britischen Marine im Schulterschluss mit den saudischen Regenten der arabischen Dynastie der Idrisiden von Asir erobert. Erst 1925 kam die Stadt wieder unter jemenitische Autorität.
Im Frühjahr 1934 wurde die Stadt im Rahmen des saudi-jemenitischen Krieges nochmals von den Saudis angegriffen. Im selben Jahr jedoch zwang das Abkommen von Taif diese wieder aus dem Land. Die immer wieder aufflammenden Grenzkonflikte konnten erst 2000 mit dem Abkommen von Dschidda endgültig bereinigt werden.
Die modernen Häfen von Ahmadi und al-Hudaida sind heute Seehandelszentren.